# Achim Geisler
Achim Geisler (* 1. April 1949 in Berlin; † 10. Januar 2021 in München) war ein deutscher Schauspieler, Synchronsprecher und Synchronregisseur.

## Leben
Als Darsteller sah man Geisler u. a. in den TV-Serien Das kalte Herz (ZDF, 1978/79), Merlin, Patrik Pacard, Derrick und Forsthaus Falkenau. Außerdem hatte er Gastauftritte am Chiemgauer Volkstheater, u. a. in den Inszenierungen Der König von Hohenmoos (2009) und Der Vatertagsausflug (2010). Als Synchronsprecher lieh Geisler unter anderem Val Kilmer, John Carradine und Peter Gallagher seine Stimme. Unter anderem war er in den Filmen Dead End und The Glass House sowie in den Fernsehserien Hör mal, wer da hämmert und Star Trek: Enterprise zu hören. Seine Ehefrau Christine Stichler und Tochter Natascha Geisler sind ebenfalls Synchronsprecherinnen und unter anderem als deutsche Stimme von Cobie Smulders und Jennifer Lopez bekannt.
Am 10. Januar 2021 ist Achim Geisler nach langer schwerer Krankheit in München im Alter von 71 Jahren verstorben.

## Filmografie (Auswahl)
- 1977–1984: Aktenzeichen XY ... ungelöst (insgesamt 10 Auftritte)
- 2008–2011: Chiemgauer Volkstheater
- 2008: Der König von Hohenmoos als Paul Schmidt, Bankfilialleiter
- 2009: Süßer die Glocken als Herbert Steinbrenner
- 2009: Der Vatertagsausflug als Guido Link, Vertreter f. Unterwäsche
- 2010: Bruno’s Bruder als Dr. Hans Schneider, Staatssekretär
- 2010: Auf Opa ist Verlass als Leo Hölzl, Finanz- bzw. Kripobeamter
- 2011: Altaich als Gustav Schnaase, Berliner

## Synchronrollen (Auswahl)

### Filme
- 1997: Alfred Molina als Boris „Der Metzger“ Blavasky in Agent Null Null Nix
- 1998: Ray Wise als Randolph Pratt in Der kickende Müllmann
- 1998: Adam Arkin als Will Brennan in Halloween H20
- 2001: Stellan Skarsgård als Terrence „Terry“ Glass in The Glass House
- 2003: Ray Wise als Frank Harrington in Dead End
- 2008: Val Kilmer als John Smith in Felon

### Serien
- 2000: Dan Aykroyd als Reverend Mike Weber in Hör mal, wer da hämmert
- 2003: Erick Avari als Jamin in Star Trek: Enterprise
- 2008–2013: Michael Nouri als Phil Grey in Damages – Im Netz der Macht
- 2010: Michael Nouri als Frederick in Legend of the Seeker – Das Schwert der Wahrheit
- 2017: Tomas Arana als Admiral Stark in Code Black
- 2017–: Ron Cephas Jones als William Hill in This Is Us – Das ist Leben